# Eccleshill (West Yorkshire)
Eccleshill – dzielnica miasta Bradford, w Anglii, w West Yorkshire, w dystrykcie metropolitalnym Bradford. W 2011 roku dzielnica liczyła 17 945 mieszkańców. Eccleshill jest wspomniana w Domesday Book (1086) jako Egleshil.